# Ángulo de caída

Vista desde el frente del vehículo, una rueda izquierda presentando un ángulo de caída negativo.

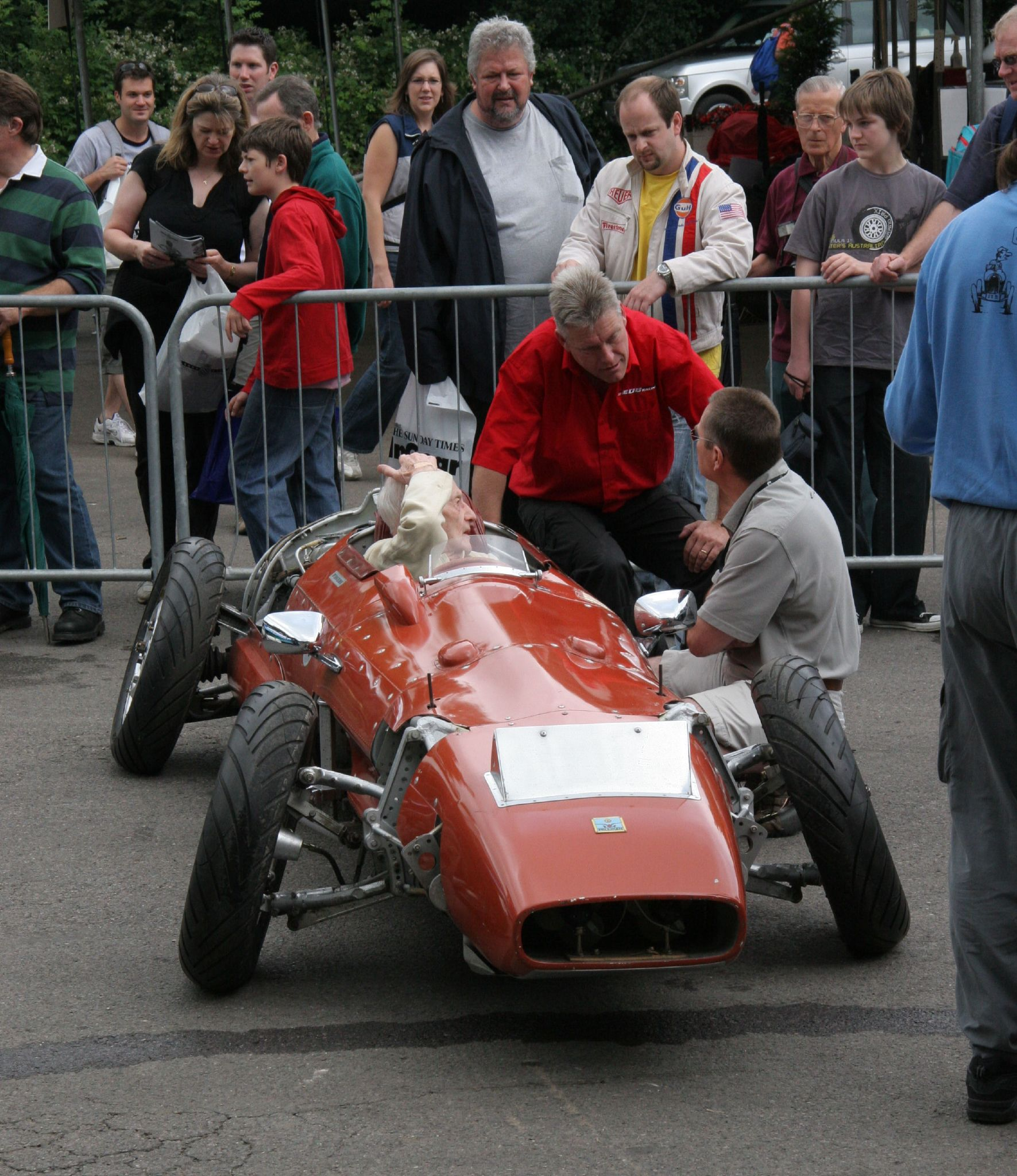
El Milliken MX1 de 1960 mostrando un acusadísimo ángulo de caída negativa en las cuatro ruedas.

El ángulo de caída o camber es un ángulo tomado por las ruedas de un vehículo; específicamente es el ángulo entre el eje vertical de las ruedas utilizadas para la dirección y el eje vertical del vehículo visto desde el frente o la parte trasera. Se utiliza en el diseño de la dirección y de la suspensión. Cuando la parte superior de la rueda está más separada del eje vertical que la inferior nos referimos a caída positiva; si al contrario, la parte inferior de la rueda está más alejada, se habla de caída negativa.
Por otro lado, para maximizar la aceleración en línea recta, la tracción será mayor cuando el ángulo de caída sea cero, permitiendo una banda de rodadura totalmente paralela a la carretera.
Por lo tanto el tratamiento de los ángulos de caída son un factor importante en el diseño de la suspensión, que debe incorporar no solo modelos geométricos ideales sino también experimentación en utilización real según flexibilidad, distorsión, elasticidad, etc. De este modo lo que una vez fue un arte se ha convertido en una labor científica en la que mediante el uso de simulaciones por ordenador se pueden optimizar modelos matemáticos en lugar de depender de la intuición del diseñador. Como resultado la facilidad de conducción de todos los vehículos, incluso los más modestos se ha incrementado enormemente.